# Манжара Іван Олександрович
Іван Олександрович Манжа́ра (нар. 1 серпня 1930, Миколаївка-Вирівська — пом. 1 січня 2004, Київ) — український поет-сатирик, байкар; член Спілки письменників України з 1957 року.

## Біографія
Народився 1 серпня 1930 року в селі Миколаївці-Вирівській (тепер селище міського типу Миколаївка Сумського району Сумської області, Україна) у сім'ї службовця. 1954 року закінчив факультет журналістики Київського університету. Член КПРС.
Після здобуття освіти працював у друкованих засобах масової інформації. Помер у Києві 1 січня 2004 року.

## Творчість
Писав байки, гуморески, жарти. Перші байки опубліковані у 1952 році в газеті «Червоне Запоріжжя». Після цього його твори систематично друкувалися в газетах, журналах і альманахах. Деякі вірші покладені на музику. Крім того, написав низку прозових, драматичних творів.
Збірки
- «Гірка правда» (1956, видавництво «Молодь»);
- «Геть сміття без вороття! Байки, гуморески, жарти» (1959, видавництво «Молодь»);
- «Тінь проти сонця: Гумор та сатира» (1967);
- «Байки та гуморески» (1972);
- «В однім перевеслі: Гумор, сатира, лірика» (1987).